# Brutus (film fra 1911)
Brutus er en italiensk stumfilm fra 1911 af Enrico Guazzoni.